# Abbaye Sainte-Marie de la Règle
L'abbaye Sainte-Marie de la Règle est une abbaye bénédictine de femmes fondée au IXe siècle à Limoges, dans le département français de la Haute-Vienne en région Nouvelle-Aquitaine.
Elle a cessé d'exister à la Révolution et a été démolie en plusieurs étapes, entre le XIXe siècle et les années 1960.

## Histoire de l'abbaye

### Fondation
L'abbaye a été fondée en 817 par Louis le Débonnaire. Elle appartenait au diocèse de Limoges et à la province de Bourges.

### Évolution du statut
Abbaye bénédictine de femmes, dirigée par des abbesses issue de la noblesse limousine elle sera un important couvent de femmes jusqu'à la Révolution française, à la fin du XVIIIe siècle.

### Guerres et destructions
Elle a été détruite après la Révolution.

### Liste des abbesses
- 1155-1165 : Almodie
- 1165-1180 : Marie Ire de Comborn
- 1180-1198 : Mabille
- 1198-1233 : Agnès Ire
- 1233-1259 : Germaine
- 1259-1269 : Martine
- 1269-1272 : Agnès II de La Serre
- 1272-1275 : Sybille
- 1275-1312 : Lucie
- 1312-1344 : Seguine de Saint-Amant
- 1344-1354 : Marie II des Allois
- 1354-1363 : Marguerite Ire des Allois
- 1363-1396 : Marie III de La Jugie d'Eyrein
- 1396-1404 : Jeanne Ire de Rochechouart
- 1404-1410 : Marie IV de Rochechouart
- 1410-1415 : Jeanne II de Rochechouart
- 1415-1436 : Isabelle d’Amboise de Chaumont
- 1436-1461 : Catherine Ire de Comborn
- 1461-1473 : Catherine II d’Aubusson de La Feuillade
- 1473-1482 : Marguerite II d’Aubusson de La Feuillade
- 1482-1490 : Anne Ire de Maumont de Fromental
- 1490-1495 : Louise de Beaupoil de Saint-Aulaire
- 1495-1506 : Françoise Ire de Beaupoil de Saint-Aulaire
- 1506-1512 : Marguerite III David de Lastours
- 1512-1535 : Catherine III de Maumont de Fromental
- 1535-1575 : Charlotte de Maumont de Fromental
- 1575-1594 : Jeanne III de Bourbon-Lavedan
- 1594-1604 : Françoise II de Rohan-Gié
- 1604-1612 : Marie V Vidart de Sainte-Claire
- 1612-1618 : Virgilie de Pontjarnauld
- 1618-1620 : Marie VI Mauricie de Verthamon de Lavaud
- 1620-1644 : Jeanne IV de Verthamon de Lavaud
- 1644-1679 : Marie VII de Verthamon de Lavaud
- 1679-1704 : Elisabeth d’Aubusson de La Feuillade
- 1704-1705 : Marie VIII d’Aubusson de La Feuillade
- 1705-1726 : Jeanne V Flavie de Verthamon de Lavaud
- 1726-1760 : Catherine IV Élisabeth de Verthamon de Lavaud
- 1760-1766 : Françoise III Henriette de Cosnac d’Espeyrac
- 1766-1779 : Juliette-Céleste-Perrine Le Pennée de Boisjoland
- 1779-1791 : Marie IX Antoinette-Barbe d’Abzac de Mayac

Source : Gallia Christiana

## Architecture de l'abbaye

### Les bâtiments monastiques
Ils ont été presque entièrement détruits aux XVIIIe et XIXe siècles, puis le reste vers 1965. Des éléments sculptés dont des claveaux de l'ancien portail sont présentés au musée de l'Évêché de Limoges.
Un séminaire et une chapelle furent construits à l'emplacement de l'abbaye au XIXe siècle. 
L'ancien réfectoire de ce séminaire a été complètement restauré ainsi que ses caves voutées.
Un souterrain subsiste sous le site de l'ancien logis de l'abbesse.

## Activité

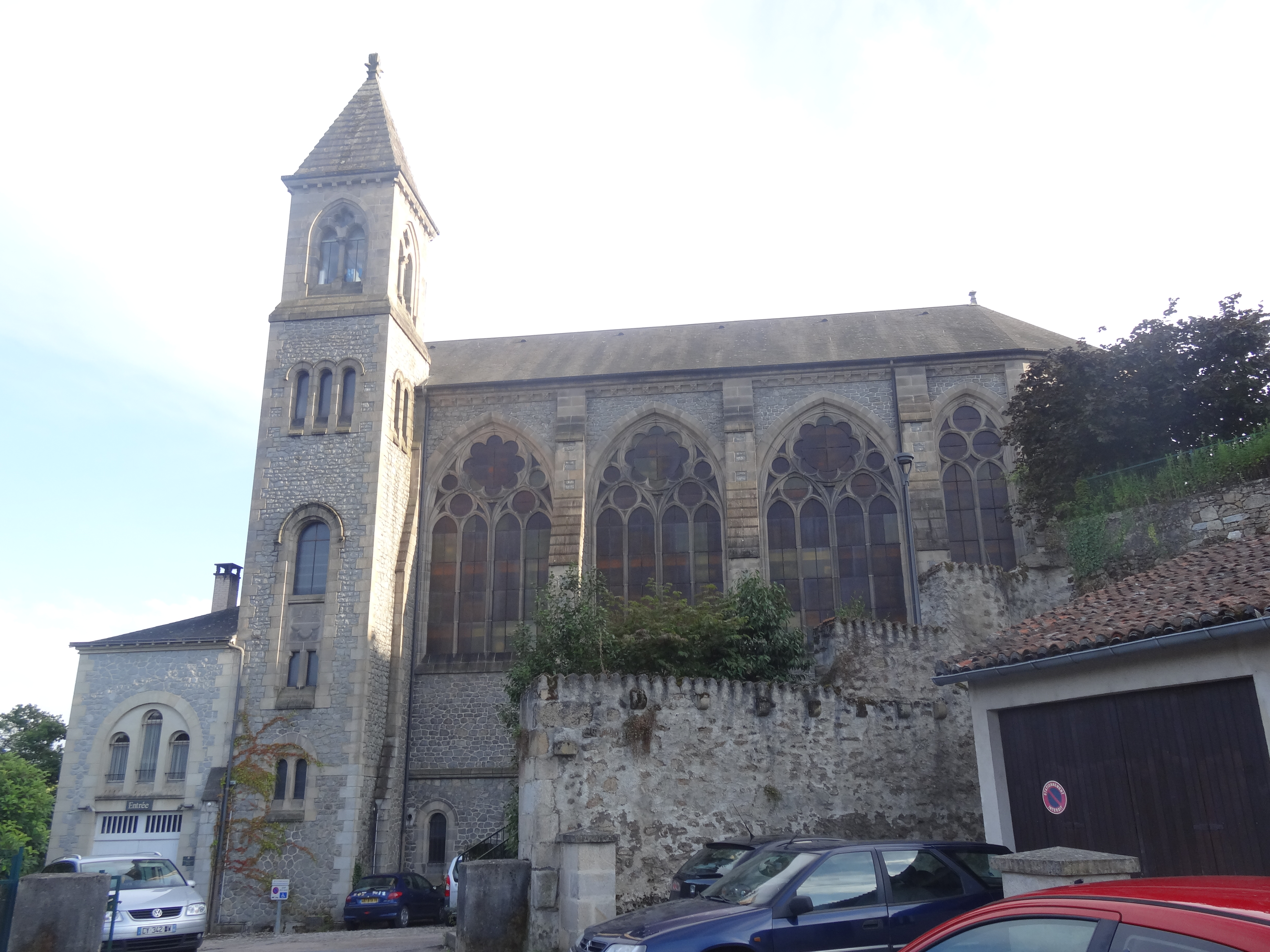
Chapelle de la Règle.

Après 1790 les bâtiments monastiques abritèrent une maison de détention.
Le grand séminaire de Limoges a été construit autour du logis de l'abbesse sous le Premier Empire et il y demeura jusqu'à la confiscation de 1905. Il sera détruit vers 1965.
Une chapelle (jamais consacrée) sert d'annexe à la médiathèque municipale et au dépôt légal régional. Elle accueillait avant 2012 le musée de la Résistance, avant son déplacement. 
L'ancien réfectoire accueille désormais la Cité des métiers et des arts de Limoges. La plateforme où se situait l'essentiel du bâtiment est désormais occupée par une partie du jardin botanique de l'Évêché.